# Antiques Roadshow

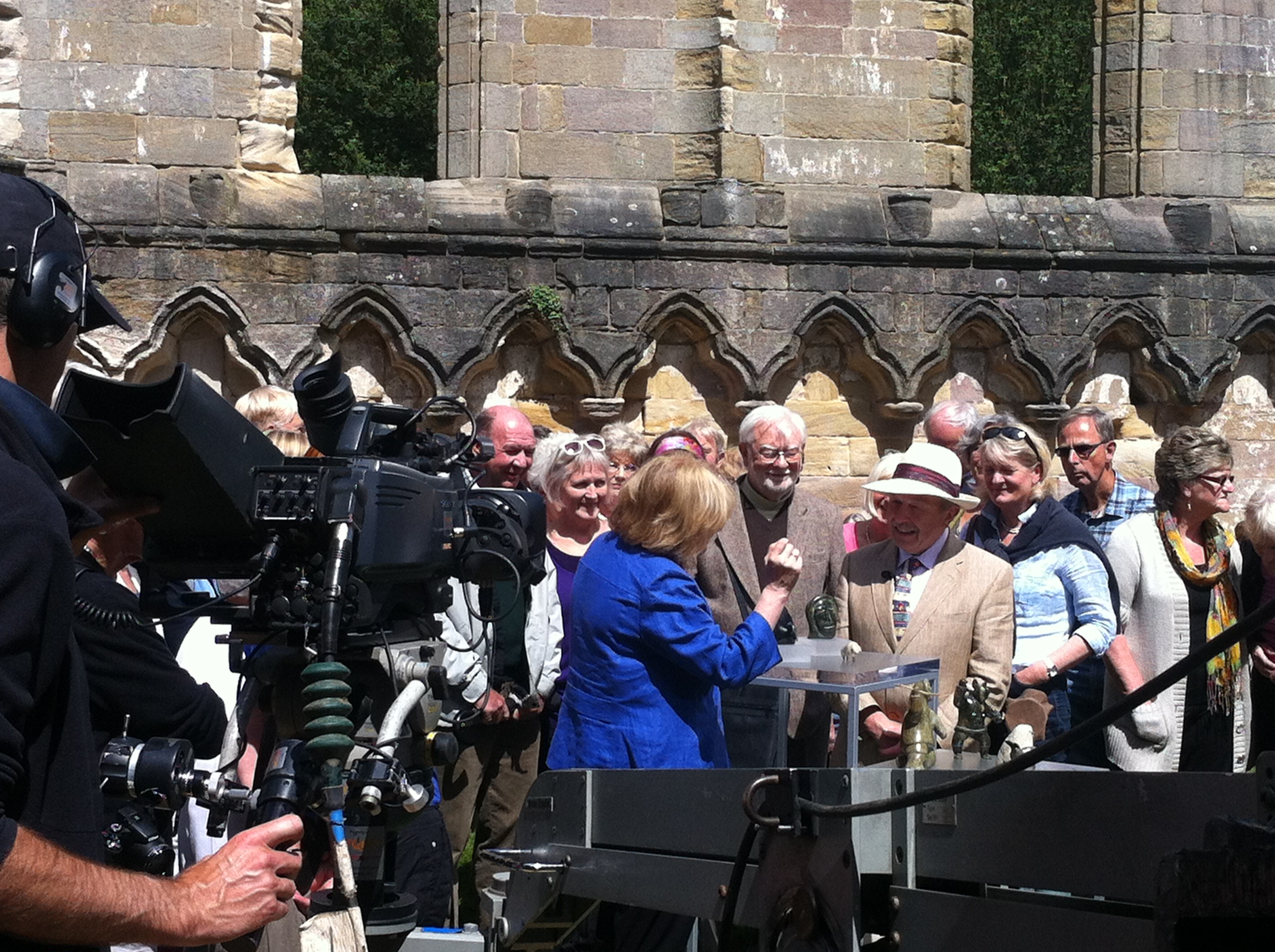
Antiques Roadshow in Fountains Abbey, Yorkshire, Juli 2012

Die Antiques Roadshow (AR) ist eine Serie des britischen Fernsehsenders BBC. In der Sendung reisen Antiquitätenexperten durch das Vereinigte Königreich (seit einigen Jahren gelegentlich auch ins Ausland), um an bestimmten, oft kulturhistorisch bedeutenden Orten, Gegenstände von Privatpersonen, die diese zu diesen Orten bringen, zu identifizieren und monetär zu bewerten.
Die erste Folge wurde am 18. Februar 1979 ausgestrahlt und war ein unmittelbarer Erfolg. Seither läuft die Sendung ununterbrochen und mittlerweile mit „Ablegern“ in anderen Ländern.

## Geschichte
Ursprünglich wollte die BBC 1977 lediglich einen Dokumentarfilm über Mitarbeiter eines Londoner Auktionshauses drehen. Zuvor gab es bereits eine Serie im britischen Fernsehen mit ähnlichem Format und dem Titel Going for a Song (etwa: Weg für’n Appel und ’n Ei oder Verkauft für’n Appel und ’n Ei). Die BBC-Dokumentation kam dermaßen gut beim Publikum an, dass die BBC-Programmmacher daraus umgehend die Antiques Roadshow entwickelten, die seither nahezu unverändert ausgestrahlt wird.
Die zur Expertenbewertung mitgebrachten Gegenstände werden lediglich identifiziert (sofern die Besitzer nicht wissen, um was es sich handelt) und ihr vermutlicher (Verkaufs- bzw. Auktions-) Preis bestimmt. In der Antiques Roadshow wird weder etwas ge- noch verkauft. Die Mehrzahl der Gegenstände erweist sich in der Regel als wertlos bzw. von relativ geringem Wert. Dennoch werden gelegentlich auch einige von diesen in den Sendungen vorgestellt, sofern die Provenienz oder die „Geschichte dahinter“ interessant ist oder die Gegenstände einen besonderen Bezug zum Ort der aktuellen Sendung haben. Auch werden gelegentlich Fälschungen präsentiert, um den Experten so die Gelegenheit zu geben, den (Besitzer-)Laien zu erklären, anhand welcher Merkmale sie diese erkennen können.

## Besondere Stücke
Die wertvollsten bisher präsentierten Stücke waren:
- 2008: ein Bozzetto des Engels des Nordens von Antony Gormley wurde auf 1.000.000 £ geschätzt
- 2012: eine japanische Jardinière von 1874 des französischen Luxuswarenherstellers Christofle wurde beim Londoner Auktionshaus Christie’s für umgerechnet ca. 755.000 Euro (inkl. Käuferaufschlag) versteigert[2]
- 2013: eine seltene Leica Luxus II von 1932 wurde beim Auktionshaus Bonhams in Hongkong für umgerechnet ca. 520.000 Euro (inkl. Käuferaufschlag) versteigert[3]

## Ähnliche Sendungen im deutschen Fernsehen
- Bares für Rares seit 2013
- echt antik?! von 2006 bis 2008 auf SWR
- Kunst und Krempel seit 1985
- Lieb & Teuer seit 2001 auf NDR
- Schatz oder Schätzchen? bis in die 1990er Jahre auf WDR